# Da Hool
Da Hool is het bekendste pseudoniem van de Duitse dj/producer Frank Tomiczek (Bottrop, 30 december 1968). Hij is actief in het maken van rave, hardcore house en trance. Hij is het meest bekend van zijn hit Meet Her at the Love Parade (1997). Daarvoor opereerde hij onder de naam DJ Hooligan. Onder die naam had hij succes met tracks als B.O.T.T.R.O.P. (1993) en Rave Nation.

## Biografie
Frank debuteerde in 1992 als DJ Hooligan met Harder 'N Deeper EP. Het succes groeit daarna snel. Zo haalde B.O.T.T.R.O.P. de eerste editie van Thunderdome. Het nummer Rave Nation wist in de Duitse top 20 te komen. Het werk als DJ Hooligan werd verzameld op het album 3 Years To Become A Ravermaniac (1994). In 1997 maakte hij onder een nieuw pseudoniem een rustiger nummer. De tranceplaat Meet Her At The Loveparade groeide uit tot een wereldhit. Het werd gevolgd door het album Here Comes Da Hool (1997). Ook platen als Bora Bora en Mama Sweet werden nog kleine hitjes. In 2001 werd nog een nieuwe versie van Meet Her At The Loveparade uitgebracht. In 2001 maakt hij met Dag Lerner de voetbalgimmick Treu Bis In Den Tod als Ground Warriors. 
Na een rustige tijd die volgde begon hij in 2003 weer platen uit te brengen als Da Hool, hoewel hij daar geen echt grote hits meer mee maakte. In 2004 had hij nog een bescheiden hitje met Set The Stakes High. In 2008 verscheen een nieuw album genaamd Light My Fire. In 2009 wekte hij ook DJ Hooligan weer tot leven met de single Wegatek.

## Trivia
- Na het succes van B.O.T.T.R.O.P. maakte DJ Gizmo het ludieke nummer Achtung! (1993) onder de projectnaam T.O.P.D.R.O.P.

## Discografie

### Albums
- DJ Hooligan - 3 Years To Become A Ravermaniac (1995)
- Here Comes Da Hool (1997)
- Light My Fire (2008)

### Singles
| Single met eventuele hitnotering(en) in de Nederlandse Top 40 | Datum van verschijnen | Datum van binnenkomst | Hoogste positie | Aantal weken | Opmerkingen             |
| ------------------------------------------------------------- | --------------------- | --------------------- | --------------- | ------------ | ----------------------- |
| Meet Her at the Love Parade                                   | 1997                  | 01-11-1997            | 9               | 7            | Dancesmash op Radio 538 |
| Bora Bora                                                     | 1997                  |                       | tip2            |              | Dancesmash op Radio 538 |
| Set The Stakes High                                           | 2004                  |                       | tip5            |              | Dancesmash op Radio 538 |